# معمر (صنعاء القديمة)

تعديل مصدري - تعديل

حارة معمر هي إحدى حارات مدينة صنعاء القديمة، بلغ تعداد سكانها 2474 نسمة حسب تعداد اليمن لعام 2004.